# In the Air
Pour plus de détails, voir Fiche technique et Distribution.
In the Air (Up in the Air),  ou Haut dans les airs au Québec, est un film américain réalisé par Jason Reitman, sorti en salles aux États-Unis le 4 décembre 2009 et en France le 27 janvier 2010.

## Synopsis
Spécialiste du licenciement appelé par les patrons d'entreprise pour faire le sale boulot, Ryan Bingham n'a aucune vie privée et passe la plupart de son temps en avion. Il adore cette vie d'aéroports et de chambres d'hôtel, ses affaires tenant en une valise. Il espère réaliser son objectif : atteindre les 10 millions de miles du programme AAdvantage d'American Airlines. Tandis qu'il fréquente une jeune femme, Alex, rencontrée au cours d'un de ses voyages, il apprend, de retour à Omaha au siège de sa société, que ses méthodes de travail vont évoluer. Natalie Keener préconise le licenciement par visioconférence, jugé plus économique. Cette formule risque de limiter les voyages que Ryan affectionne tant. Il affirme que la jeune femme ne connaît rien au processus de licenciement. Le patron lui attache Natalie dans ses déplacements pour qu'il lui apprenne le métier.

## Fiche technique
Sauf indication contraire, les informations mentionnées dans cette section peuvent être confirmées par les bases de données cinématographiques IMDb et Allociné,  présentes dans la section « Liens externes ».
- Titre original : Up In the Air
- Titre français : In the Air
- Titre québécois : Haut dans les airs[1]

- Réalisation : Jason Reitman

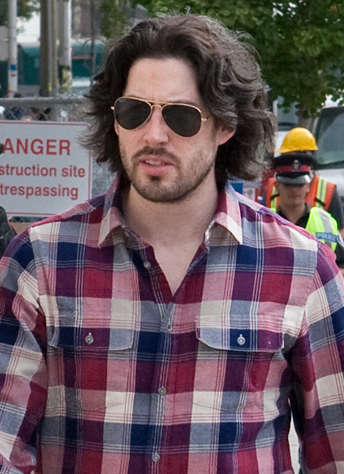
Le réalisateur Jason Reitman à la première du film au TIFF 2009.

- Scénario : Jason Reitman et Sheldon Turner, d'après le roman Up In the Air (en) de Walter Kirn
- Musique : Rolfe Kent
- Direction artistique : Andrew Max Cahn
- Décors : Steve Saklad
- Costumes : Danny Glicker (en)
- Photographie : Eric Steelberg
- Son : J. Stanley Johnston, Perry Robertson, Scott Sanders, Gregory H. Watkins
- Montage : Dana E. Glauberman
- Production : Jeffrey Clifford, Daniel Dubiecki, Ivan Reitman et Jason Reitman
  - Production déléguée : Michael Beugg, Ted Griffin, Joe Medjuck (en) et Tom Pollock
  - Production associée : Ali Bell, Jason Blumenfeld et Helen Estabrook
- Sociétés de production : The Montecito Picture Company, en association avec Cold Spring Pictures, DreamWorks Studios, Rickshaw Productions et Right of Way Films, présenté par Paramount Pictures
- Sociétés de distribution : Paramount Pictures (États-Unis, Québec) ; Paramount Pictures France (France) ; United International Pictures (Belgique)[2] ; Universal Pictures (Suisse romande)[2]
- Budget : 25 millions USD[3],[4]
- Pays de production :  États-Unis
- Langue originale : anglais
- Format : couleur (DeLuxe) — 35 mm — 1,85:1 (Panavision) — son DTS / Dolby Digital / SDDS
- Genre : comédie, drame, romance
- Durée : 109 minutes
- Dates de sortie[5] :
  - États-Unis : 5 septembre 2009 (Festival du film de Telluride) ; 4 décembre 2009 (sortie limitée) ; 23 décembre 2009 (sortie nationale)
  - Québec : 11 décembre 2009[1]
  - Belgique, Suisse romande : 20 janvier 2010[6],[7]
  - France : 27 janvier 2010[8]
- Classification[9] :
  - États-Unis : les enfants de moins de 17 ans doivent être accompagnés d'un adulte (R – Restricted)[N 1]
  - France : tous publics[10]
  - Belgique : tous publics (Alle Leeftijden)[6]
  - Suisse romande : interdit aux moins de 7 ans[11]
  - Québec : tous publics (G - General Rating)[1]

## Distribution
- George Clooney (VF : Patrick Noérie) : Ryan Bingham
- Vera Farmiga (VF : Virginie Méry) : Alex Goran
- Anna Kendrick (VF : Karine Foviau) : Natalie Keener
- Jason Bateman (VF : Bruno Choël) : Craig Gregory
- Melanie Lynskey (VF : Marie-Eugénie Maréchal) : Julie Bingham
- J. K. Simmons (VF : Jean Barney) : Bob
- Sam Elliott (VF : Bernard Tiphaine) : Maynard Finch
- Danny McBride (VF : Xavier Fagnon) : Jim Miller
- Zach Galifianakis : Steve
- Chris Lowell (VF : Tristan Petitgirard) : Kevin
- Steve Eastin (VF : Patrick Raynal) : Samuels
- Amy Morton : Kara Bingham

Photos des acteurs principaux
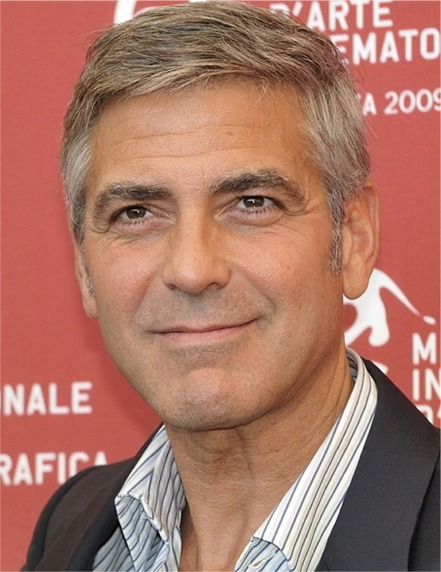
George Clooney (Ryan Bingham)
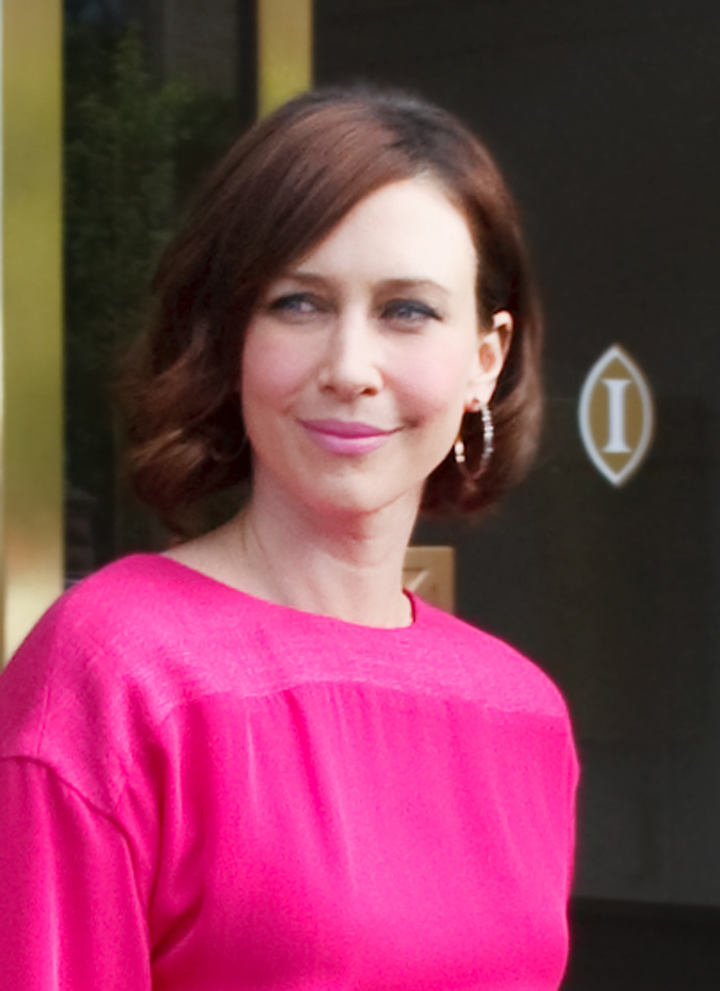
Vera Farmiga (Alex Goran)
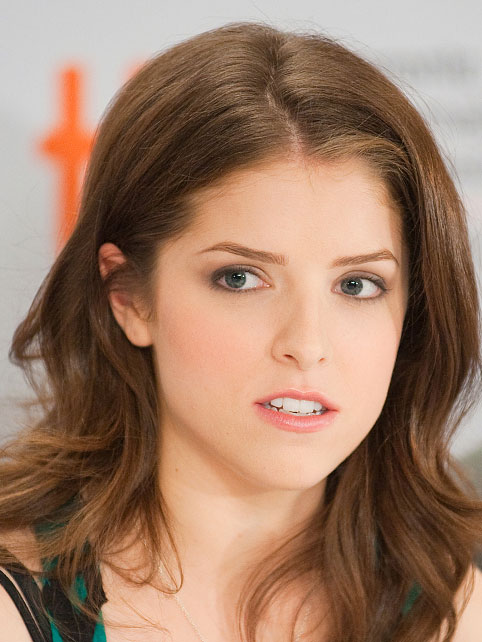
Anna Kendrick (Natalie Keener)
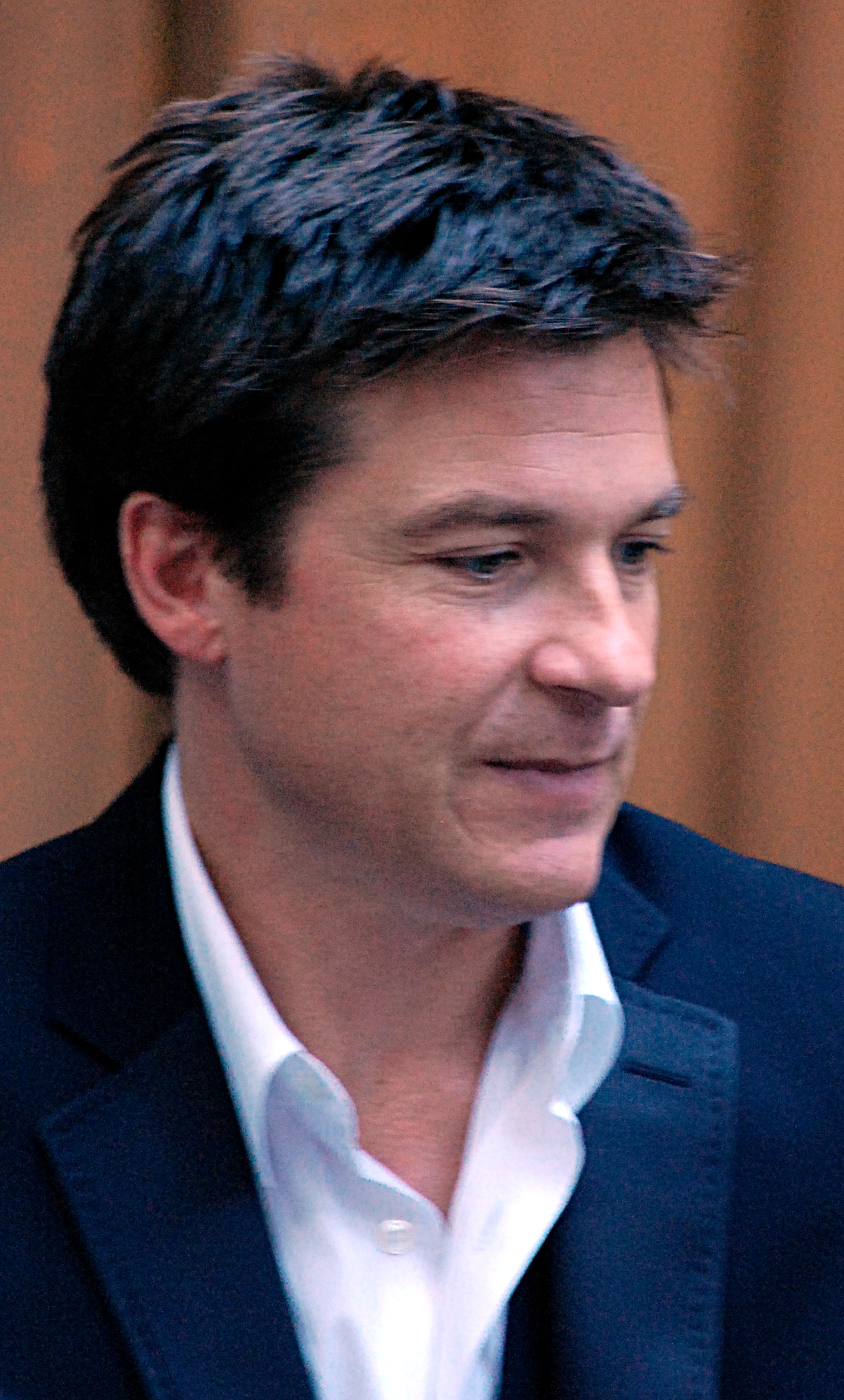
Jason Bateman (Craig Gregory)
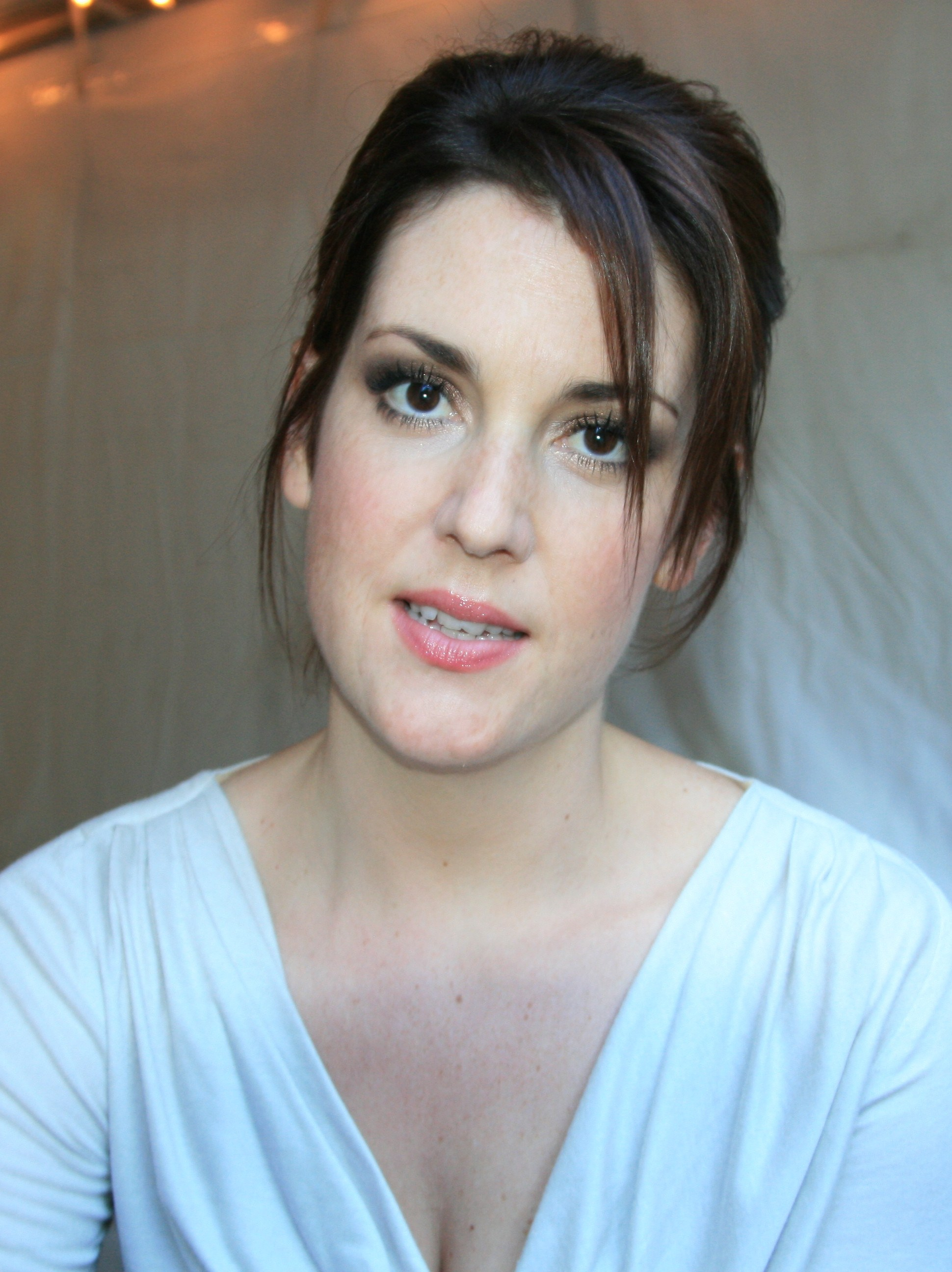
Melanie Lynskey (Julie Bingham)
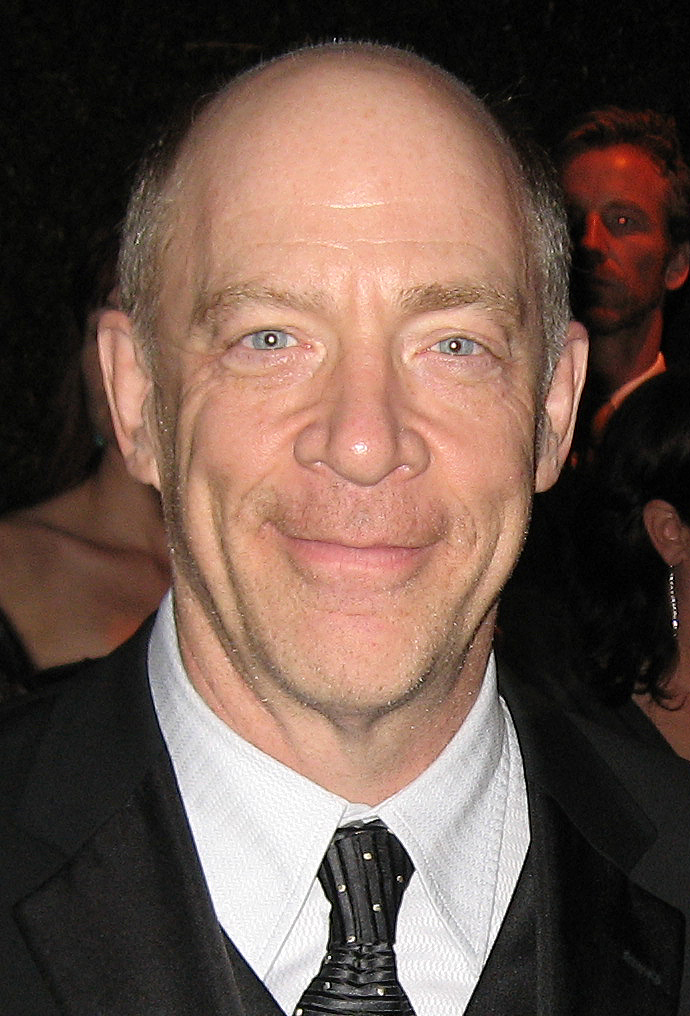
J. K. Simmons (Bob)
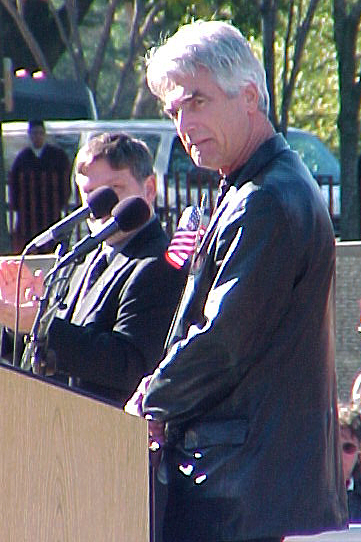
Sam Elliott (Maynard Finch)
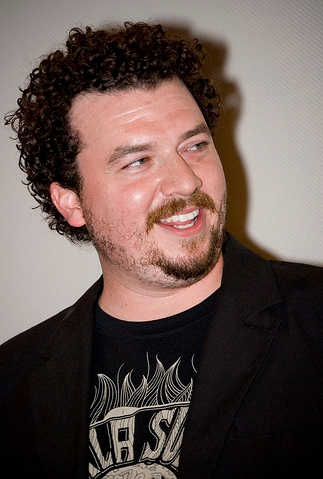
Danny McBride (Jim Miller)
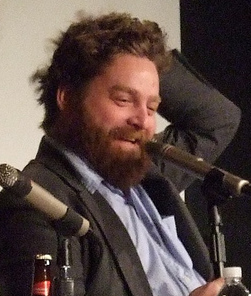
Zach Galifianakis (Steve)

## Accueil

### Accueil critique
In the Air a obtenu 91 % de critiques positives sur le site Rotten Tomatoes basé sur 261 commentaires (237 avis positifs et 24 avis négatifs) avec une note moyenne de 8,1 sur 10 et 90 % du Top Critic basé sur 39 commentaires (35 avis positifs et 4 avis négatifs) avec une note moyenne de 8 sur 10. Le site Metacritic lui attribue 83 pour 100 basé sur 36 critiques.

### Box-office
| Pays ou région            | Box-office      | Date d'arrêt du box-office | Nombre de semaines |
| ------------------------- | --------------- | -------------------------- | ------------------ |
| Mondial                   | 166 842 739 USD | 1er août 2010              | ?                  |
| États-Unis                | 83 823 381 USD  | 8 avril 2010               | 18                 |
| France                    | 771 083 entrées | 24 février 2010            | 9                  |
| États-Unis (vente de DVD) | 16 020 030 USD  | ?                          | 12                 |

## Distinctions
| Distinctions                 | Distinctions                              | Distinctions                    | Distinctions |
| Prix                         | Catégorie                                 | Récipiendaire                   | Résultat     |
| ---------------------------- | ----------------------------------------- | ------------------------------- | ------------ |
| Academy Awards               | Meilleur acteur                           | George Clooney                  | Nommé        |
| Academy Awards               | Meilleur réalisateur                      | Jason Reitman                   | Nommé        |
| Academy Awards               | Meilleur film                             | -                               | Nommé        |
| Academy Awards               | Meilleure actrice dans un second rôle     | Anna Kendrick                   | Nommée       |
| Academy Awards               | Meilleure actrice dans un second rôle     | Vera Farmiga                    | Nommée       |
| Academy Awards               | Meilleur scénario adapté                  | Jason Reitman et Sheldon Turner | Nommé        |
| Golden Globe                 | Meilleur film dramatique                  | -                               | Nommé        |
| Golden Globe                 | Meilleur acteur dans un film dramatique   | George Clooney                  | Nommé        |
| Golden Globe                 | Meilleure actrice dans un second rôle     | Vera Farmiga                    | Nommée       |
| Golden Globe                 | Meilleure actrice dans un second rôle     | Anna Kendrick                   | Nommée       |
| Golden Globe                 | Meilleur réalisateur                      | Jason Reitman                   | Nommé        |
| Golden Globe                 | Meilleur scénario                         | Jason Reitman et Sheldon Turner | Récompensé   |
| Screen Actors Guild Awards   | Meilleur acteur                           | George Clooney                  | Nommé        |
| Screen Actors Guild Awards   | Meilleure actrice dans un second rôle     | Vera Farmiga                    | Nommée       |
| Screen Actors Guild Awards   | Meilleure actrice dans un second rôle     | Anna Kendrick                   | Nommée       |
| Satellite Awards             | Meilleur acteur (film musical ou comédie) | George Clooney                  | Nommé        |
| Satellite Awards             | Meilleure actrice dans un second rôle     | Anna Kendrick                   | Nommée       |
| Satellite Awards             | Meilleur scénario adapté                  | Jason Reitman et Sheldon Turner | Nommé        |
| Detroit Film Critics         | Meilleur film                             | -                               | Nommé        |
| Detroit Film Critics         | Meilleur réalisateur                      | Jason Reitman                   | Nommé        |
| Detroit Film Critics         | Meilleur acteur                           | George Clooney                  | Nommé        |
| Detroit Film Critics         | Meilleure actrice dans un second rôle     | Vera Farmiga                    | Nommée       |
| Detroit Film Critics         | Meilleure actrice dans un second rôle     | Anna Kendrick                   | Nommée       |
| Detroit Film Critics         | Meilleure nouvelle actrice                | Anna Kendrick                   | Nommée       |
| Critics Choice Awards        | Meilleur film                             | -                               | Nommé        |
| Critics Choice Awards        | Meilleur acteur                           | George Clooney                  | Nommé        |
| Critics Choice Awards        | Meilleure actrice dans un second rôle     | Vera Farmiga                    | Nommée       |
| Critics Choice Awards        | Meilleure actrice dans un second rôle     | Anna Kendrick                   | Nommée       |
| Critics Choice Awards        | Meilleur réalisateur                      | Jason Reitman                   | Nommé        |
| Critics Choice Awards        | Meilleure distribution d'ensemble         | -                               | Nommé        |
| Critics Choice Awards        | Meilleur scénario adapté                  | Jason Reitman et Sheldon Turner | Récompensé   |
| Critics Choice Awards        | Meilleur montage                          | Dana E. Glauberman              | Nommé        |
| St. Louis Film Critics Award | Meilleur film                             | -                               | Récompensé   |
| St. Louis Film Critics Award | Meilleur acteur                           | George Clooney                  | Récompensé   |
| St. Louis Film Critics Award | Meilleur réalisateur                      | Jason Reitman                   | Nommé        |
| St. Louis Film Critics Award | Meilleur scénario adapté                  | Jason Reitman et Sheldon Turner | Nommé        |
| Broadcast Film Critics       | Meilleur film                             | -                               | Nommé        |
| Broadcast Film Critics       | Meilleur réalisateur                      | Jason Reitman                   | Nommé        |
| Broadcast Film Critics       | Meilleur acteur                           | George Clooney                  | Nommé        |
| Broadcast Film Critics       | Meilleure actrice dans un second rôle     | Vera Farmiga                    | Nommée       |
| Broadcast Film Critics       | Meilleure actrice dans un second rôle     | Anna Kendrick                   | Nommée       |
| Broadcast Film Critics       | Meilleur casting                          | -                               | Nommé        |
| Broadcast Film Critics       | Meilleur scénario adapté                  | Jason Reitman et Sheldon Turner | Nommé        |
| David di Donatello 2010      | Meilleur film étranger                    | -                               | Nommé        |

## Thème
Le film a un thème commun avec un livre pour enfants : "The Velveteen Rabbit" qui apparaît dans le film juste avant le mariage.

Le réalisateur Reitman dit quelques mots à ce propos : 

« In one sense, it's a movie about a man who fires people for a living. In another sense, it's a movie about a man who collects air miles excessively. In another sense, it's about a man who meets a woman who's so similar to him that even though they both believe in the idea of living solo, they begin to fall in love. (Dans un sens, c'est un film à propos d'un homme qui licencie des gens pour vivre. Dans un autre sens, c'est un film à propos d'un homme qui collecte les miles excessivement. Dans un autre sens c'est un film à propos d'un homme qui rencontre une femme tellement similaire à lui qu'ils tombent amoureux alors qu'ils croyaient en l'idée de vivre leur vie solitairement.) »

Reitman dit également :  

« The movie is about the examination of a philosophy. What if you decided to live hub to hub, with nothing, with nobody? (Ce film est une étude d'une philosophie. Que se passerait-il si vous décidiez de vivre d'un aéroport à un autre, avec rien, avec personne ?) »

## Éditions en vidéo
- En France, le film In the Air est sorti en DVD et Blu-ray le 27 mai 2010[22],[23] et en VOD le 15 octobre 2017[8].

## Autour du film
- In the Air est le troisième long-métrage du réalisateur canadien Jason Reitman après Thank You For Smoking en 2005 et Juno en 2007.
- Le père du réalisateur, Ivan Reitman, qui produit le film, est connu entre autres pour avoir réalisé des comédies à succès comme S.O.S. Fantômes, Jumeaux et Un flic à la maternelle.
- Avant de sortir en salles, In the Air fut présenté au Telluride Film Festival le 5 septembre 2009 et au festival international du film de Toronto le 12 septembre 2009, suivi d'avant-premières à Pleasantville (New York) le 6 novembre 2009 et à Toronto le 4 décembre 2009.
- À l'origine, In the Air devait être le premier long-métrage que devait réaliser Jason Reitman. Il avait commencé à travailler sur le scénario en 2002, où l'économie était au beau fixe. Il repoussa ce projet, profitant pour tourner Thank You For Smoking et Juno, puis se repencha sur le scénario d'In the Air, alors que la récession, due à la crise économique survenue fin 2008, a complètement changé le ton du film, selon les propres termes de Jason Reitman.
- Emily Blunt et Elliot Page, que Jason Reitman a fait tourner dans Juno , étaient pressentis pour incarner Natalie[24].
- In the Air marque la troisième collaboration entre J. K. Simmons et Jason Reitman. Reitman fait tourner pour la seconde fois Jason Bateman et Sam Elliott.
- Quand ils ne sont pas joués par des acteurs, les licenciés d'In the Air sont joués par des personnes ayant vécu la même situation.
- À la demande de sa sœur qui va se marier, Ryan balade le portrait des jeunes mariés afin de les photographier à travers toutes les villes qu'il parcourt : « comme le nain dans le film français ». C’est un clin d'œil au nain de jardin voyageur de Raphaël Poulain – interprété par le comédien Rufus – le père d'Amélie, dans Le Fabuleux Destin d'Amélie Poulain de Jean-Pierre Jeunet.
- Le générique du début est accompagné du titre soul This Land is Your Land interprété par Sharon Jones & the Dap-Kings.